# システム設定
システム設定（英: System Settings）は、macOSのコンピューター内の設定を操作することが出来る標準搭載のアプリケーション。
Classic Mac OSではControl Panel(s)、Mac OS X v10.0からmacOS Montereyまではシステム環境設定（英: System Preferences）という名称であった。
Windowsのコントロールパネルや設定にあたる。
macOS Venturaではシステム環境設定がアップデートされ、名称がシステム設定になったほか、デザインがiOS/iPadOSのデザインに類似したものへと変更された。
iOSやiPadOSなど他のAppleデバイスでは設定という名称で搭載されている。

## 歴史

### システム環境設定(Mac OS X)
Mac OS X v10.0からmacOS Montereyの20年間使用されていた。

### システム設定
macOS Venturaから刷新された設定アプリケーション。デザインがiOSの設定に似たデザインとなり、設定パネルのカスタマイズが廃止された。ウインドウサイズの変更が可能となっており、縦方向にサイズを変更できるが横に広げることはできない。

## 機能
Mac OS X 10.6に表示されているシステム環境設定の一覧を以下に記す。
| 機能                              | 内容                                                                     |
| --------------------------------- | ------------------------------------------------------------------------ |
| Dock                              | Dockの大きさや表示場所を設定                                             |
| ExposéとSpaces                    | Mission Controlの設定や、Spacesのホットキー等の変更                      |
| Spotlight                         | Spotlightの検索設定の変更                                                |
| アピアランス                      | Macの標準色の設定                                                        |
| セキュリティ                      | FileVault, アカウントのセキュリティ設定やファイアウォールに関する設定    |
| デスクトップとスクリーンセーバ    | デスクトップの壁紙やスクリーンセーバに関する設定                         |
| 言語とテキスト                    | OSで使用する言語や日付, 時刻, 数値, 通貨, 測定単位の書式の設定           |
| CDとDVD                           | CDやDVDを挿入した時の動作の設定                                          |
| キーボード                        | キーボードのショートカット等に関する設定                                 |
| マウス                            | 接続しているマウスの軌跡の速さやダブルクリックの間隔に関する設定         |
| トラックパッド(MacBookにのみ表示) | トラッキングやクリック, スクロールの速度、マルチタッチ等に関する設定     |
| サウンド                          | サウンドエフェクトや出入力の音に関する設定                               |
| ディスプレイ                      | 解像度や色の設定                                                         |
| プリントとファクス                | デフォルトのプリンタ機器やFAXに関する設定                                |
| 省エネルギー                      | ディスプレイとコンピュータのスリープの設定                               |
| MobileMe                          | MobileMeやiDiskのアカウントに関する設定                                  |
| ネットワーク                      | イーサネット, AirPort, モデム, VPNに関する設定                           |
| Bluetooth                         | Bluetooth対応機器とのペアリングやBluetoothに関する設定                   |
| 共有                              | コンピュータ名の変更やリモートマネジメントサービスに関する設定           |
| Time Machine                      | Time Machineドライブに関する設定やバックアップの設定                     |
| アカウント                        | ユーザーアカウントの作成や削除、管理者権限の設定                         |
| スピーチ                          | 音声認識やテキスト読み上げに関する設定                                   |
| ソフトウェアアップデート          | アップデートチェックの頻度や今までにインストールされたソフトウェアの閲覧 |
| ペアレンタルコントロール          | ユーザーアカウントに対してのペアレンタルコントロールの設定               |
| ユニバーサルアクセス              | 視覚や聴覚等に障害を持つ人の為のアクセシビリティに関する設定             |
| 起動ディスク                      | コンピュータのデフォルトブートディスクの設定                             |
| 日付と時刻                        | 日付, 時刻等を合わせたりメニューバーに表示される時計に関しての設定       |

macOS Sonomaのシステム設定の一覧。
| 機能                                           | 内容 |
| ---------------------------------------------- | --- |
| Apple Account                                  | Apple Accountに関する設定 |
| Wi-Fi                                          | 無線LANの設定 |
| Bluetooth                                      | Bluetooth デバイスの追加や削除などの設定 |
| ネットワーク                                   | ファイアウォール、イーサネット、VPNの設定 |
| VPN(VPN使用時のみ表示)                         | VPNの設定 |
| 通知                                           | アプリからの通知の許可を設定 |
| サウンド                                       | システムの通知音や起動音の設定、オーディオの出力や入力の設定                                                                                  |
| 集中モード                                     | 通知の一時停止の設定 |
| スクリーンタイム                               | 使用時間の確認やペアレンタルコントロールなどの設定                                                                                            |
| 一般                                           | macOSのバージョンやモデル番号の確認、ソフトウェアアップデート、ストレージの確認、言語と地域、日付と時刻、Time Machine、起動ディスクの設定など |
| 外観                                           | ダークモードへの切り替え、アクセントカラー(旧アピアランス)、Finderのサイドバーのサイズ、スクロールバーの設定                                  |
| アクセシビリティ                               | 視覚や聴覚等に障害を持つ人の為のアクセシビリティに関する設定                                                                                  |
| コントロールセンター                           | コントロールセンターに表示する項目の設定 |
| SiriとSpotlight                                | Siriの設定とSpotlight検索機能の設定 |
| プライバシーとセキュリティ                     | 位置情報サービス、アプリへのアクセス許可、セキュリティの設定など                                                                              |
| デスクトップとDock                             | Dock、デスクトップとステージマネージャー、ウィジェット、ウインドウ、Mission Controlの設定など                                                 |
| ディスプレイ                                   | 画面の解像度、カラープロファイル、リフレッシュレート、マルチディスプレイ、Night Shiftの設定など                                               |
| 壁紙                                           | 壁紙の設定 |
| スクリーンセーバ                               | スクリーンセーバの設定 |
| バッテリー(ラップトップコンピュータのみ表示)   | 低電力モード、バッテリーの状態などの確認 |
| 省エネルギー(デスクトップコンピュータのみ表示) | スリープに関する設定 |
| ロック画面                                     | ディスプレイをスリープにする時間やログイン画面に関する設定                                                                                    |
| Touch IDとパスワード(ログインパスワード)       | Touch IDの設定とログインパスワードの設定 |
| ユーザとグループ                               | ユーザアカウントの追加や削除やログインシェルの変更、グループの追加や削除などの設定                                                            |
| パスワード                                     | Webサイトに登録したパスワードやパスキーを管理する設定                                                                                         |
| インターネットアカウント                       | メール、連絡先、カレンダーなどで使用するアカウントを設定                                                                                      |
| Game Center                                    | ソーシャルゲームサービスの設定 |
| ウォレットとApple Pay                          | 支払い用のカードの追加などの設定 |
| キーボード                                     | キーボードに関する設定 |
| マウス                                         | マウスに関する設定 |
| ゲームコントローラ(コントローラー接続で表示)   | ゲームコントローラーに関する設定 |
| CDとDVD(光学ドライブ接続時のみ表示)            | CDやDVDを挿入した時の動作の設定 |
| プリンタとスキャナ                             | プリンターやスキャナーの設定 |